# Trực thăng vận trong Chiến tranh Việt Nam
Chiến thuật trực thăng vận trong Chiến tranh Việt Nam thường được biết đến với những tên gọi khác là Chiến thuật Đại bàng bay hay Hổ bay, Chim ưng, Kẻ bình định, Lực lượng phản ứng nhanh (tiếng Anh: Eagle Flight tactic hay Tiger Flight, Sparrow Hawk, Pacifier, Quick Reaction Force) là chiến thuật chiến đấu của Thủy quân lục chiến Hoa Kỳ sử dụng trong Chiến tranh Việt Nam. Chiến thuật này tấn công hay hỗ trợ chiến đấu ngay tức thì mọi khu vực chiến sự ở khoảng cách xa, nó được sử dụng xuyên suốt Chiến tranh Việt Nam. Phương tiện chiến đấu là trực thăng. Quân lực Việt Nam Cộng hòa (QLVNCH) gọi chiến thuật này là Diều hâu hay Diều hâu xà xuống.

## Hình tượng và tên gọi

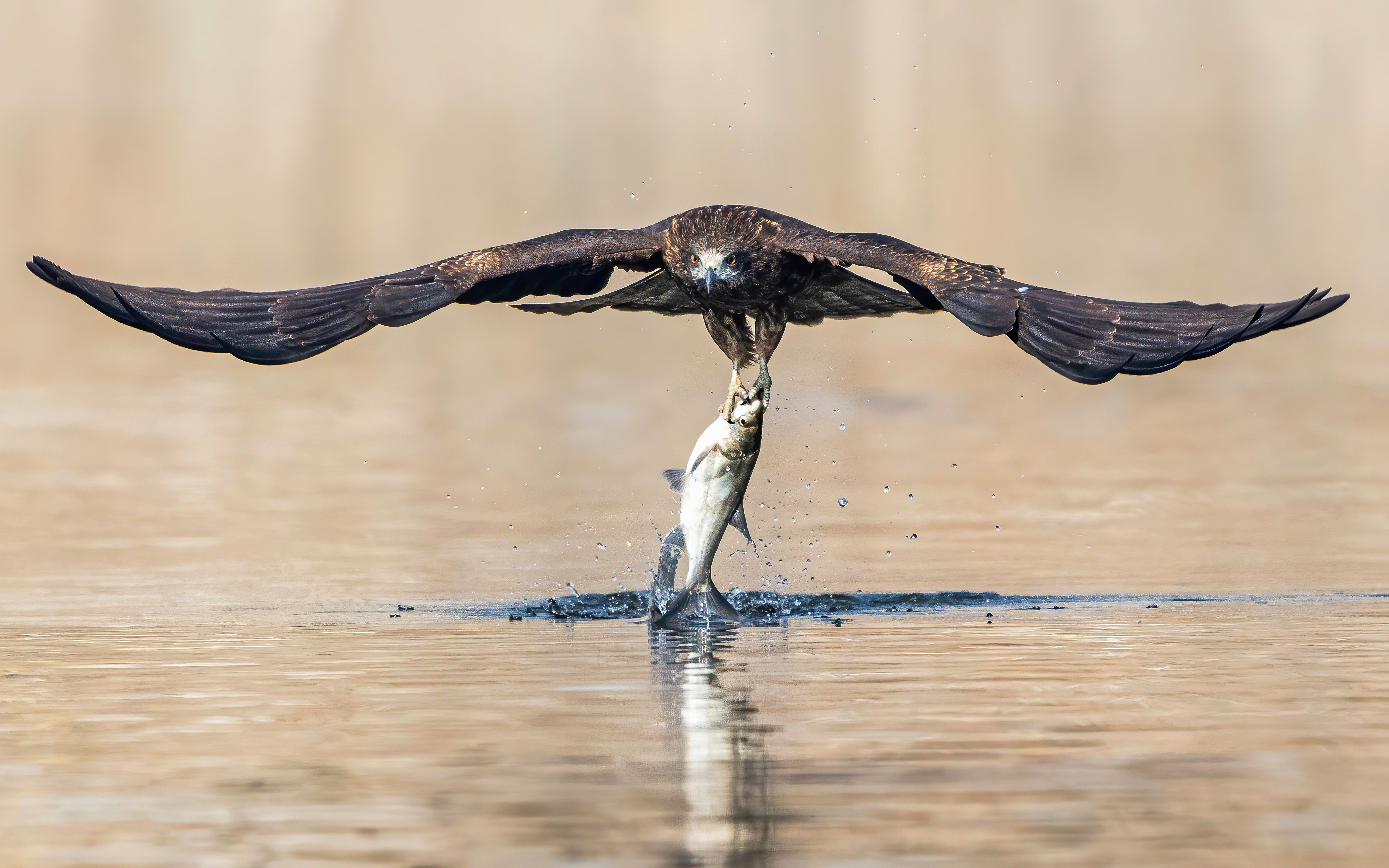
Đại bàng bắt cá

Chiến thuật này dựa trên hình tượng của đại bàng đi săn, các đơn vị chiến đấu đường không sẽ được vận chuyển bằng trực thăng trong một chiến dịch tìm kiếm, tấn công và truy đuổi.
Năm 1966, Lữ đoàn Thủy quân lục chiến số 9 đưa ra thuật ngữ "Sparrow Hawk", nghĩa là "Chim ưng" để thiết lập một kế hoạch tác chiến cùng với Phi đoàn Thủy quân lục chiến số 16 (MAG-16).
QLVNCH gọi chiến thuật này là Diều hâu hay Diều hâu xà xuống, tuy nhiên cả họ và Quân Giải phóng Miền Nam Việt Nam (VC) thường gọi một cách phổ biến là trực thăng vận.

## Mô tả

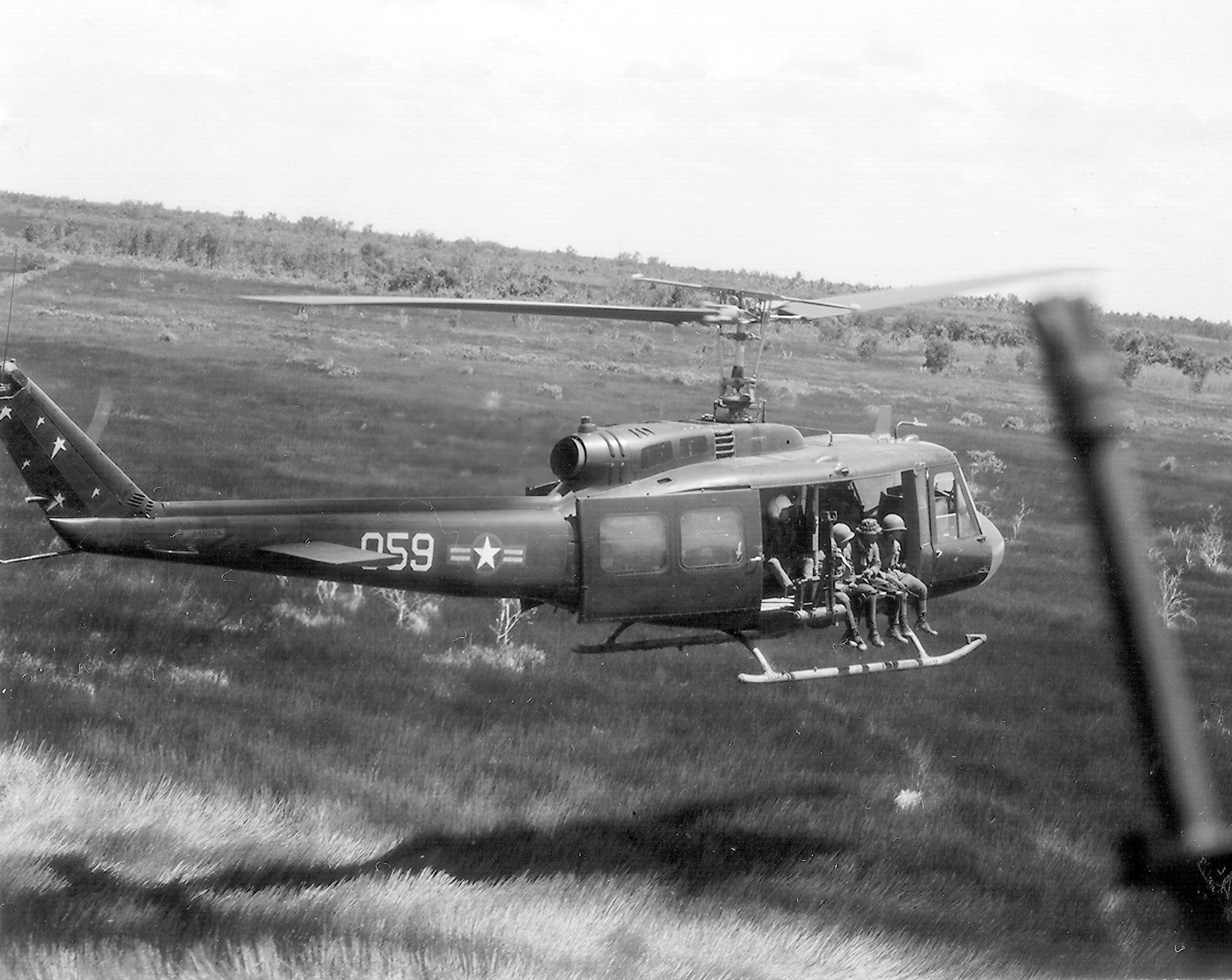
Một cuộc triển khai quân tại đồng bằng sông Cửu Long

Chiến thuật này sử dụng ưu thế về phương tiện mà quân Mỹ có lúc đó là trực thăng. Ban đầu trực thăng của Thủy quân lục chiến triển khai đến Vùng chiến thuật của Quân đoàn III để hỗ trợ hậu cần. Vào tháng 4 năm 1962, họ triển khai ở vùng Đồng bằng sông Cửu Long hỗ trợ cho các đơn vị QLVNCH. Tháng 6, triển khai cuộc tấn công lần đầu tiên, kể từ đó, chiến thuật đã ảnh hưởng lớn đến cách thức chiến đấu trên vùng đồng bằng này. Với địa thế kênh rạch của Đồng bằng sông Cửu Long, việc triển khai quân lính bằng tàu xuồng chậm chạp và ít hiệu quả, chiến thuật bằng đường không này được đánh giá nhanh chóng, bất ngờ.
Năm 1966, Lữ đoàn Thủy quân lục chiến số 9 thiết lập một kế hoạch tác chiến cùng với Phi đoàn Thủy quân lục chiến số 16 (MAG-16). Theo đó, mỗi trung đoàn sẽ duy trì lực lượng phản ứng quy mô cấp tiểu đội với các điểm hạ cánh. Các tiểu đội này là lực lượng cơ động bổ sung. Họ trong tình trạng sẵn sàng và sẽ được vận chuyển bằng trực thăng.
Chiến thuật được sử dụng để tấn công nhanh chóng hoặc hỗ trợ chiến đấu nhằm chống lại VC. Nhiều trực thăng bay theo đội, với trang bị nặng là súng máy sẽ bay quần đảo trên không tìm kiếm mục tiêu, tấn công, vận chuyển và đổ quân, yểm trợ hỏa lực, cung ứng hậu cần. Đây là loại chiến thuật cơ động, phù hợp để chống lại chiến tranh du kích của VC.

## Lịch sử

### Sử dụng lần đầu và tổn thất đầu tiên
Ngày 18 tháng 6 năm 1962, chiến thuật được ghi nhận sử dụng lần đầu tiên. Một đội bay gồm 4 chiếc trực thăng HUS-1 đã bay vòng quanh một khu vực nhằm tìm kiếm và tiêu diệt một toán lính VC. Tháng 7 năm 1962, một nhiệm vụ tác chiến chung giữa Không quân của Thủy quân lục chiến Hoa Kỳ và Không lực Việt Nam Cộng hòa diễn ra.
Từ ngày 1 tháng 8 năm 1962, thực thi chính sách luân chuyển các đơn vị không quân cứ mỗi 4 tháng, bắt đầu khi Phi đoàn HMM - 163 thay thế HMM - 362. Cùng tháng, việc lắp đặt súng máy 30 cal. M - 60 trên trực thăng lần đầu tiên được thực hiện. Trong vòng 18 ngày sau khi thay phi đoàn cũ, HMM - 163 giao tranh lần đầu tiên. Tháng 9 năm 1962, thiệt hại lần đầu tiên của Phi đoàn HMM - 163 khi 3 trực thăng bị tấn công, 1 phi công bị thương. Ngày 15 tháng 9 năm 1962, Phi đoàn HMM - 163 được chuyển ra Vùng I chiến thuật, triển khai tại Đà Nẵng. Ngày 6 tháng 10, xảy ra trường hợp tử vong đầu tiên, với vụ thiệt mạng 7 người lính.

### Thất bại lớn đầu tiên
Ngày 2 tháng 1 năm 1963, diễn ra Trận Ấp Bắc với khoảng 1.400 lính QLVNCH, trong đó có 15 máy bay trực thăng tấn công 500 lính VC. Đây là một trận đánh quan trọng với thất bại của QLVNCH, họ mất 5 trực thăng. Theo tuyên truyền của VC, họ xem đó là một chiến thắng lớn, đánh bại chiến lược chiến tranh đặc biệt và đánh bại chiến thuật "trực thăng vận" của "Mỹ và Quân đội Sài Gòn".
Ngày 12 tháng 1 năm 1963, Phi đoàn HMM - 162 thay Phi đoàn HMM - 163. Ngày 13 tháng 3, họ hỗ trợ hỏa lực cho một đơn vị QLVNCH. Ngày 27 tháng 4, đơn vị ghi nhận vụ một máy bay bị tiêu diệt lần đầu tiên khi chạm trán trực tiếp VC.

### Hỗ trợ hỏa lực và tập huấn cho QLVNCH
Ngày 8 tháng 6 năm 1963, Phi đoàn HMM - 261 thay Phi đoàn HMM - 162. Đơn vị đã hỗ trợ cho QLVNCH trong các giao tranh tại Thượng Đức. Ngày 2 tháng 10, Phi đoàn HMM - 361 thay Phi đoàn HMM - 261, không lâu sau đó họ mất 2 máy bay trong một cuộc giao tranh, với 10 lính Mỹ thiệt mạng. Tháng 1 năm 1964, theo kế hoạch, Phi đoàn sẽ rút khỏi các hoạt động chỉ đạo chiến đấu để giao lại cho MACV. Họ sẽ tiếp tục hoạt động với công việc đào tạo Lực lượng Dân sự chiến đấu (CIDG). Tháng 2, Phi đoàn HMM - 361 cùng Phi đoàn HMM - 364 sẽ đảm nhận vai trò tập huấn cho lực lượng trực thăng của QLVNCH.

### Gia tăng phi đoàn và hoạt động chiến đấu
Vào tháng 4 năm 1964, VC sử dụng nhiều chiến thuật mới để đối phó với lực lượng trực thăng. Ngày 27 tháng 4, 17 trong số một đội gồm 21 trực thăng bị đánh, 1 trực thăng VNCH và 2 trực thăng Thủy quân lục chiến Mỹ bị bắn hạ.
Tháng 5, MACV chỉ đạo Phi đoàn HMM - 364 huấn luyện trực thăng H-34s cho Phi đoàn 217 của VNCH. Sau đó họ được thay khi HMM - 162 quay lại và nhiều lô hàng trực thăng đưa sang, chúng được trang bị cho QLVNCH. Phi đoàn cũng tiến hành hỗ trợ hỏa lực cho các đơn vị khác tại Lào và Bắc Việt. Vào tháng 7, họ hỗ trợ Khe Sanh. Hai tuần sau hoạt động hỗ trợ hỏa lực, họ hỗ trợ di tản. Vào tháng 9, Phi đoàn cũng hỗ trợ hỏa lực cho QLVNCH từ Khâm Đức tới một điểm đổ quân 24 dặm ở tây bắc.
Ngày 28 tháng 9 năm 1964, Phi đoàn HMM - 365 thay Phi đoàn HMM - 162, đơn vị nhanh chóng có thương vong đầu tiên trong một trận đánh ở Tam Kỳ. Ngày 10 tháng 11 họ lại chạm trán VC.
Ngày 18 tháng 2 năm 1965, Phi đoàn HMM - 163 thay Phi đoàn HMM - 365, đến tháng 3 Phi đoàn HMM - 162 được triển khai tới, cùng với một số lượng lớn trực thăng. Chúng bố trí tại cảng và bờ biển Đà Nẵng. Ngày 14 tháng 4, các đơn vị trực thăng triển khai tới Huế. Ngày 7 tháng 5, Lữ đoàn viễn chinh thủy quân lục chiến số 3 (MAF III) triển khai tới Chu Lai. Đơn vị được hỗ trợ hỏa lực bởi HMM - 161. Ngày 15 tháng 5, HMM - 162 chuyển sang bố trí tại Nhật Bản. Phi đoàn HMM - 261 đã quay lại Việt Nam vào ngày 22 tháng 6, họ phối trí cùng Phi đoàn Thủy quân lục chiến MAG-16.
Tháng 7, một lực lượng trực thăng được bố trí ở Qui Nhơn để làm nhiệm vụ hỗ trợ hỏa lực và bảo vệ cảng trong khu vực.
Ngày 12 tháng 8 năm 1965, MAG-16 tổ chức tác chiến trực thăng vào ban đêm lần đầu tiên tại Suối Voi. Từ 18 đến 24 tháng 8, MAG-16 hỗ trợ Chiến dịch Starlite, được xem là lần đầu tiên họ giao chiến với một đơn vị chính của VC. Đơn vị sau đó đến Chu Lai bố trí cùng MAF III, họ bao gồm H&MS-36, MABS-36, HMM - 362, HMM - 363, HMM - 364, VMO - 6.
Tháng 10, HMM - 363 bố trí ở Qui Nhơn để hỗ trợ Sư đoàn Không vận 101 và bảo vệ cảng trong khu vực.
Ngày 27 tháng 10, vào lúc nửa đêm, 4 toán lính VC gồm 90 binh sĩ tổ chức tấn công nhiều điểm ở Chu Lai. Họ phá hủy 19 trực thăng và làm hư hại 35 chiếc khác, giết chết 3 lính Mỹ.
Suốt tháng 11, MAG-16 và MAG-36 với 20 trực thăng hỗ trợ hỏa lực cho QLVNCH chống lại VC tại Hiệp Đức, tỉnh Quảng Tín, kiểm soát lại khu vực này.
Tháng 12, Chiến dịch Harvest Moon triển khai tại thung lũng Quế Sơn tiến hành bởi MAG-16, MAG-36, HMM - 363, HMM - 261 hỗ trợ cho một đơn vị bộ binh QLVNCH nhằm tìm kiếm các đơn vị VC và Bắc Việt.
Ngày 28 tháng 1 năm 1966, Chiến dịch Double Eagle I bắt đầu với một cuộc tấn công đổ bộ hai tiểu đoàn ở phía nam Quảng Ngãi, được hỗ trợ bởi MAG-36 kết hợp với một cuộc tấn công bằng trực thăng của SLF BLT và HMM - 362. Một cuộc tấn công khác cùng lúc tiến hành ở Bình Định.
Từ cuối 1965 đến đầu 1966, trong nhiều tháng liên tục, HMM - 362 hỗ trợ cho các hoạt động quân sự của các đơn vị quân Mỹ và Hàn Quốc tại Qui Nhơn, Tuy Hòa, Phú Cát.

### Quân đội miền Bắc Việt Nam tham chiến
Ngày 4 tháng 3 năm 1966, một đơn vị Bắc Việt Nam giao tranh lần đầu tiên với các lực lượng trực thăng Mỹ. HMM - 363 yểm trợ hỏa lực, trong khi MAG-36 hỗ trợ và vận chuyển y tế. Các đơn vị trực thăng hoạt động suốt đêm, trận chiến khiến 14 chiếc trực thăng bị hư hại.
Ngày 9 tháng 3, diễn ra trận A Sầu tại biên giới với Lào, Mỹ mất 3 trực thăng UH-34s.
Nhiều tháng sau đó, các phi đoàn trực thăng được tăng cường đến Việt Nam. Bao gồm HMM - 164, HMM - 165, HMM - 265, HMM - 262.
Ngày 26 tháng 3 đến 6 tháng 4, các lực lượng trực thăng Mỹ yểm trợ cho QLVNCH giao tranh tại Rừng Sác.
Ngày 18 đến 21 tháng 6, các đơn vị trực thăng Mỹ hỗ trợ hỏa lực đẩy lùi một cuộc tấn công của VC tại Tuy Hòa.
Ngày 4 tháng 7, HMM - 363 thay HMM - 364.
Chiến dịch Hastings sau đó triển khai nhằm tìm kiếm và tiêu diệt Sư đoàn 324B của lực lượng Bắc Việt Nam, phạm vi tác chiến cách Huế 55 dặm, yểm trợ cho 6 tiểu đoàn quân Mỹ và 5 tiểu đoàn bộ binh Nam Việt Nam. Có 3 trực thăng đã va chạm nhau và bị rơi tại lưu vực sông Ngân. Sau đó nhiều đơn vị nữa được điều đến, có cả quân Hàn Quốc.
Ngày 3 tháng 8, để ứng phó với áp lực từ Sư đoàn 324B và 341 của Bắc Việt Nam, 2 tiểu đoàn của Mỹ và một nhóm trực thăng được điều đến tăng viện cho Phú Bài. Một cuộc giao tranh xảy ra vào ngày 6 tháng 8 khiến một số trực thăng rơi và nhiều lính Mỹ bị thương. Các lực lượng trực thăng đã bay chiến đấu suốt đêm.
HMM - 363 đã triển khai các chuyến bay tìm và diệt tại Vũng Tàu vào ngày 16 tháng 8, và từ 15 đến 18 tháng 9 triển khai tìm - diệt tại khu phi quân sự, gần Đông Hà.
Cuối năm 1966, Lữ đoàn viễn chinh thủy quân lục chiến số 3 (MAF III) đã triển khai tại Việt Nam 65.789 nhân sự.

### Tác chiến ở vùng đồng bằng sông Cửu Long
Ngày 20 tháng 2 năm 1967, với chiến thuật này QLVNCH tiến hành cuộc Hành quân Cửu Long 55 tại Bình Đại. Sau một tuần lễ, họ giết 60 và bắt 61 binh lính của VC, thu 347 súng, tìm thấy 4 hầm chứa 247 thùng đạn súng trường, 150 thùng đạn súng cối 81, 13 tấn thuốc nổ, 1 đại liên phòng không, 4 súng cối 60 ly, 8 đại bác 75 ly. Theo tuyên bố của QLVNCH, họ đã đập tan âm mưu thành lập tiểu đoàn pháo binh đầu tiên của VC tại vùng Đồng bằng Cửu Long.

### Chiến sự ở vùng 1 chiến thuật
Từ đầu năm cho đến 20 tháng 4 năm 1967, Chiến dịch Prairie I, II và III nối tiếp tiến hành để hỗ trợ Vùng 1 chiến thuật. Ngày 8 tháng 1, một số trực thăng CH-53As bàn giao cho Không lực Việt Nam Cộng hòa. Sau đó, diễn ra việc tái bố trí không quân Mỹ tại Nhật Bản, Philippine và Nam Việt Nam.
M16 được trang bị cho Thủy binh lục chiến Hoa Kỳ tại Nam Việt Nam.
Ngày 24 tháng 4, trận Khe Sanh lần thứ nhất diễn ra, các nhóm không quân trực thăng điều đến hỗ trợ.
Ngày 4 tháng 5 diễn ra các trận đánh tại Làng Vây. HMM - 164 đã hỗ trợ tác chiến chống lại quân Bắc Việt Nam. Họ hứng chịu nhiều tổn thất nhưng khiến lực lượng của Sư đoàn 324B quân Bắc Việt Nam rút lui.
Ngày 3 tháng 7, quân Bắc Việt Nam lại quay lại tấn công khu phi quân sự, lần này có pháo hạng nặng. Các đơn vị VC tổ chức tấn công dữ dội, trong các cuộc giao tranh một số trực thăng rơi và gây ra thiệt mạng nhiều lính Mỹ. Ngày 3 tháng 9, trực thăng hỗ trợ di tản khỏi nhiều trại quân sự tại Đông Hà trước áp lực của pháo binh Bắc Việt Nam.

### Năm 1968
Ngày 1 tháng 1 năm 1968, quân số Thủy quân lục chiến Mỹ tại Nam Việt Nam lên đến 76.616 binh lính. Lực lượng trực thăng gồm 9 phi đoàn. Nhiều loại trực thăng được đưa vào sử dụng, đặc biệt là các loại có trang bị tên lửa. Ngoài các sân bay, trực thăng xuất kích từ tàu sân bay bao gồm USS Iwo Jima, USS Okinawa, USS Valley Forge, USS Tripoli.
Trong cuộc tấn công Tết Mậu Thân, trực thăng của Thủy quân lục chiến đã tác chiến tối đa trong trận Huế và trận Khe Sanh. Ngày 21 tháng 1 trận Khe Sanh diễn ra, kéo dài 77 ngày, một số lớn trực thăng cùng với phi công đã bị bắn rơi.
Tháng 3 diễn ra một đợt tái sắp xếp trực thăng và phi công. Đến tháng 4 các mẫu trực thăng mới đưa vào hoạt động, như CH-46Ds, H-53As. Suốt tháng 8 và tháng 9 họ tiến hành hàng loạt cuộc hành quân đường không với mục đích tìm và diệt, và tuần tra. Vào tháng 9, chiến sự căng thẳng ở khu phi quân sự. Nhóm MAG-16 đã hỗ trợ các tiểu đoàn Thủy quân lục chiến và quân Nam Việt Nam tấn công gây ra thiệt hại nặng cho quân Bắc Việt Nam. Tháng 12, Chiến dịch Meade River triển khai được các nhóm trực thăng hỗ trợ diễn ra tại phía nam Đà Nẵng. Tuy nhiên các điểm chiếm được sau đó bị bỏ và quân Mỹ rút.

## Hiệu suất chiến đấu
Đến giữa tháng 7 năm 1962, chiến thuật Diều hâu được xem là một chiến thuật chiến đấu hữu hiệu để sử dụng trong môi trường chiến tranh du kích. Đến cuối năm 1965, năm đầu tiên Mỹ chính thức triển khai quân đến Việt Nam, 6 phi đoàn đã được triển khai.
Theo các tính toán, từ khi chiến thuật này sử dụng, hiệu suất của nó là 178 giờ hoạt động của không quân nắm bắt được một người lính VC. Điều này có hiệu suất cao hơn khi so sánh với mức trung bình 289 giờ bằng các cách khác để nắm bắt được một người lính VC.

### Sách và tài liệu tiếng Việt
- Cục Tâm lý chiến (VNCH) (1969). "Đập tan âm mưu thành lập tiểu đoàn pháo binh đầu tiên của V.C. tại vùng Đồng bằng Cửu Long". Chiến sĩ Cộng Hòa. Số phát hành 194. Cục Tâm lý chiến (VNCH).
- Hồng Liên (2012). Chiến tranh giải phóng dân tộc và những chiến sĩ nằm trong lòng địch: 7 anh hùng tình báo quân đội nhân dân. Nhà xuất bản Thời đại.
- Nguyễn Tín (2011). Tướng Hiếu, một thiên tài quân sự. Independent Publisher. ISBN 9781450775588.
- Phạm Quang Khai (1968). Việc từng ngày. Cơ sở xuất bản Phạm Quang Khai.

### Sách và tài liệu tiếng Anh
- Nguyễn Công Luận (2012). Nationalist in the Viet Nam Wars, Memoirs of a Victim Turned Soldier. Indiana University Press. ISBN 9780253356871.
- Robert H. Whitlow, Jack Shulimson, Gary L. Telfer (1977). U.S. Marines in Vietnam. History and Museums Division, Headquarters, U.S. Marine Corps. ISBN 9780160491252.{{Chú thích sách}}:  Quản lý CS1: nhiều tên: danh sách tác giả (liên kết)
- Samuel Lyman Atwood Marshall (1969). Ambush: The Battle of Dau Tieng, Also Called the Battle of Dong Minh Chau, War Zone C, Operation Attleboro, and Other Deadfalls in South Vietnam. Cowles Book Company.
- Turner Publishing (1995). USMC Vietnam Helicopter Pilots and Aircrew History, 2nd Ed. Pop a Smoke. Turner Publishing Company. ISBN 9781618585608.